# NGC 7504
NGC 7504 је појединачна звезда у сазвежђу Пегаз која се налази на NGC листи објеката дубоког неба.
Деклинација објекта је + 14° 23' 10" а ректасцензија 23h 10m 41,1s. Привидна величина (магнитуда) објекта NGC 7504 износи 13,4 а фотографска магнитуда 13,1.